# 中法兰克语
中法兰克语（德語：Mittelfränkisch），或称中法兰克方言（德語：mittelfränkische Dialekte），是指以下连续的西中部德语方言：
- 利普里安語 (使用于德国北莱茵-威斯特法伦州、比利时东部与荷兰林堡省东南端)
- 摩泽尔法兰克语 (使用于德国莱茵兰-普法尔茨州、萨尔兰州、比利时东部与法国洛林地区)
  - 卢森堡语 (使用于卢森堡及比利时与法国邻近卢森堡的地区)